# Queen's Club Championships 2007 - Doppio
Il doppio del torneo di tennis Queen's Club Championships 2007, facente parte dell'ATP Tour, ha avuto come vincitori Mark Knowles e Daniel Nestor che hanno battuto in finale Mike Bryan e Bob Bryan con il punteggio di 7–6(4), 7–5.

## Teste di serie
Tutte le teste di serie hanno ricevuto un bye per il 2º turno.
1. Bob Bryan /  Mike Bryan (finale)
2. Jonas Björkman /  Maks Mirny (semifinali)
3. Paul Hanley /  Kevin Ullyett (semifinali)
4. Mark Knowles /  Daniel Nestor (campioni)

1. Arnaud Clément /  Michaël Llodra (ritiro)
2. Jaroslav Levinský /  David Škoch (quarti di finale)
3. Ashley Fisher /  Tripp Phillips (secondo turno)
4. František Čermák /  Leoš Friedl (secondo turno)

## Tabellone

### Legenda
| - Q = Qualificato - WC = Wild card - LL = Lucky loser | - ALT = Alternate - SE = Special Exempt - PR = Protected Ranking | - w/o = Walkover - r = Ritirato - d = Squalificato |

### Finali
|  | Quarti di finale | Quarti di finale              | Quarti di finale              | Quarti di finale | Quarti di finale |  |  | Semifinali                 | Semifinali                 | Semifinali                 | Semifinali                 | Semifinali                 |   |   | Finale               | Finale               | Finale               | Finale | Finale |  |
|  |                  |                               |                               |                  |                  |  |  |                            |                            |                            |                            |                            |   |   |                      |                      |                      |        |        |  |
|  | 1                | Bob Bryan Mike Bryan          | Bob Bryan Mike Bryan          | 6                | 6                |  |  |                            |                            |                            |                            |                            |   |   |                      |                      |                      |        |        |  |
|  | Alt              | Justin Gimelstob Stephen Huss | Justin Gimelstob Stephen Huss | 3                | 2                |  |  | Bob Bryan Mike Bryan       | Bob Bryan Mike Bryan       | Bob Bryan Mike Bryan       | 7                          | 7                          |   |   |                      |                      |                      |        |        |  |
|  | 3                | Paul Hanley Kevin Ullyett     | Paul Hanley Kevin Ullyett     | 7                | 6                |  |  | Paul Hanley Kevin Ullyett  | Paul Hanley Kevin Ullyett  | Paul Hanley Kevin Ullyett  | 6                          | 6                          |   |   |                      |                      |                      |        |        |  |
|  |                  | Eric Butorac Jamie Murray     | Eric Butorac Jamie Murray     | 6                | 4                |  |  |                            |                            |                            |                            |                            |   |   | Bob Bryan Mike Bryan | Bob Bryan Mike Bryan | Bob Bryan Mike Bryan | 6      | 5      |  |
|  |                  | Tim Henman Lleyton Hewitt     | Tim Henman Lleyton Hewitt     | 1                | 4                |  |  |                            |                            | Mark Knowles Daniel Nestor | Mark Knowles Daniel Nestor | Mark Knowles Daniel Nestor | 7 | 7 |                      |                      |                      |        |        |  |
|  | 4                | Mark Knowles Daniel Nestor    | Mark Knowles Daniel Nestor    | 6                | 6                |  |  | Mark Knowles Daniel Nestor | Mark Knowles Daniel Nestor | Mark Knowles Daniel Nestor | 7                          | 7                          |   |   |                      |                      |                      |        |        |  |
|  | 6                | Jaroslav Levinský David Škoch | 6                             | 7                | 6                |  |  | Jonas Björkman Maks Mirny  | Jonas Björkman Maks Mirny  | Jonas Björkman Maks Mirny  | 5                          | 6                          |   |   |                      |                      |                      |        |        |  |
|  | 2                | Jonas Björkman Maks Mirny     | 7                             | 6                | 7                |  |  |                            |                            |                            |                            |                            |   |   |                      |                      |                      |        |        |  |

### Parte alta

#### 1ª sezione
|  | Primo turno                  | Primo turno                  | Primo turno                  | Primo turno | Primo turno |  |  | Secondo turno | Secondo turno                 | Secondo turno                 | Secondo turno                 | Secondo turno                 |   |   | Quarti di finale     | Quarti di finale     | Quarti di finale     | Quarti di finale | Quarti di finale |  |
|  |                              |                              |                              |             |             |  |  |               |                               |                               |                               |                               |   |   |                      |                      |                      |                  |                  |  |
|  |                              |                              |                              |             |             |  |  | 1             | Bob Bryan Mike Bryan          | Bob Bryan Mike Bryan          | 6                             | 7                             |   |   |                      |                      |                      |                  |                  |  |
|  |                              | Amer Delić Mardy Fish        | Amer Delić Mardy Fish        | 5           | 4           |  |  |               | Jamie Delgado Ross Hutchins   | Jamie Delgado Ross Hutchins   | 3                             | 6                             |   |   |                      |                      |                      |                  |                  |  |
|  | WC                           | Jamie Delgado Ross Hutchins  | Jamie Delgado Ross Hutchins  | 7           | 6           |  |  |               |                               |                               |                               |                               |   |   | Bob Bryan Mike Bryan | Bob Bryan Mike Bryan | Bob Bryan Mike Bryan | 6                | 6                |  |
|  | Feliciano López Rafael Nadal | Feliciano López Rafael Nadal | Feliciano López Rafael Nadal | 3           | 6           |  |  |               |                               | Justin Gimelstob Stephen Huss | Justin Gimelstob Stephen Huss | Justin Gimelstob Stephen Huss | 3 | 2 |                      |                      |                      |                  |                  |  |
|  | Jeff Coetzee Rogier Wassen   | Jeff Coetzee Rogier Wassen   | Jeff Coetzee Rogier Wassen   | 6           | 7           |  |  |               | Jeff Coetzee Rogier Wassen    | 6                             | 3                             | 6                             |   |   |                      |                      |                      |                  |                  |  |
|  |                              |                              |                              |             |             |  |  | Alt           | Justin Gimelstob Stephen Huss | 3                             | 6                             | 7                             |   |   |                      |                      |                      |                  |                  |  |

#### 2ª sezione
|  | Primo turno                    | Primo turno                    | Primo turno                    | Primo turno | Primo turno |  |  | Secondo turno | Secondo turno                  | Secondo turno                  | Secondo turno             | Secondo turno             |   |   | Quarti di finale          | Quarti di finale          | Quarti di finale          | Quarti di finale | Quarti di finale |  |
|  |                                |                                |                                |             |             |  |  |               |                                |                                |                           |                           |   |   |                           |                           |                           |                  |                  |  |
|  |                                |                                |                                |             |             |  |  | 3             | Paul Hanley Kevin Ullyett      | Paul Hanley Kevin Ullyett      | 6                         | 6                         |   |   |                           |                           |                           |                  |                  |  |
|  | Novak Đoković Janko Tipsarević | Novak Đoković Janko Tipsarević | Novak Đoković Janko Tipsarević | 1           | 5           |  |  |               | Mahesh Bhupathi Radek Štěpánek | Mahesh Bhupathi Radek Štěpánek | 1                         | 4                         |   |   |                           |                           |                           |                  |                  |  |
|  | Mahesh Bhupathi Radek Štěpánek | Mahesh Bhupathi Radek Štěpánek | Mahesh Bhupathi Radek Štěpánek | 6           | 7           |  |  |               |                                |                                |                           |                           |   |   | Paul Hanley Kevin Ullyett | Paul Hanley Kevin Ullyett | Paul Hanley Kevin Ullyett | 7                | 6                |  |
|  | Eric Butorac Jamie Murray      | Eric Butorac Jamie Murray      | Eric Butorac Jamie Murray      | 6           | 7           |  |  |               |                                | Eric Butorac Jamie Murray      | Eric Butorac Jamie Murray | Eric Butorac Jamie Murray | 6 | 4 |                           |                           |                           |                  |                  |  |
|  | Justin Gimelstob Stephen Huss  | Justin Gimelstob Stephen Huss  | Justin Gimelstob Stephen Huss  | 1           | 6           |  |  |               | Eric Butorac Jamie Murray      | Eric Butorac Jamie Murray      | 6                         | 6                         |   |   |                           |                           |                           |                  |                  |  |
|  |                                |                                |                                |             |             |  |  | 7             | Ashley Fisher Tripp Phillips   | Ashley Fisher Tripp Phillips   | 1                         | 3                         |   |   |                           |                           |                           |                  |                  |  |

### Parte bassa

#### 3ª sezione
|  | Primo turno                     | Primo turno                     | Primo turno                     | Primo turno | Primo turno |  |  | Secondo turno | Secondo turno                  | Secondo turno                  | Secondo turno              | Secondo turno              |   |   | Quarti di finale          | Quarti di finale          | Quarti di finale          | Quarti di finale | Quarti di finale |  |
|  |                                 |                                 |                                 |             |             |  |  |               |                                |                                |                            |                            |   |   |                           |                           |                           |                  |                  |  |
|  |                                 |                                 |                                 |             |             |  |  | 8             | František Čermák Leoš Friedl   | 6                              | 3                          | 6                          |   |   |                           |                           |                           |                  |                  |  |
|  | Jordan Kerr Alexander Peya      | Jordan Kerr Alexander Peya      | 7                               | 4           | 8           |  |  |               | Tim Henman Lleyton Hewitt      | 3                              | 6                          | 10                         |   |   |                           |                           |                           |                  |                  |  |
|  | Tim Henman Lleyton Hewitt       | Tim Henman Lleyton Hewitt       | 5                               | 6           | 10          |  |  |               |                                |                                |                            |                            |   |   | Tim Henman Lleyton Hewitt | Tim Henman Lleyton Hewitt | Tim Henman Lleyton Hewitt | 1                | 4                |  |
|  | Julien Benneteau Nicolas Mahut  | Julien Benneteau Nicolas Mahut  | Julien Benneteau Nicolas Mahut  | 6           | 6           |  |  |               |                                | Mark Knowles Daniel Nestor     | Mark Knowles Daniel Nestor | Mark Knowles Daniel Nestor | 6 | 6 |                           |                           |                           |                  |                  |  |
|  | Paul-Henri Mathieu Gaël Monfils | Paul-Henri Mathieu Gaël Monfils | Paul-Henri Mathieu Gaël Monfils | 3           | 2           |  |  |               | Julien Benneteau Nicolas Mahut | Julien Benneteau Nicolas Mahut | 6                          | 6                          |   |   |                           |                           |                           |                  |                  |  |
|  |                                 |                                 |                                 |             |             |  |  | 4             | Mark Knowles Daniel Nestor     | Mark Knowles Daniel Nestor     | 7                          | 7                          |   |   |                           |                           |                           |                  |                  |  |

#### 4ª sezione
|  | Primo turno                             | Primo turno                             | Primo turno                             | Primo turno | Primo turno |  |  | Secondo turno | Secondo turno                           | Secondo turno                           | Secondo turno             | Secondo turno |   |    | Quarti di finale              | Quarti di finale              | Quarti di finale | Quarti di finale | Quarti di finale |  |
|  |                                         |                                         |                                         |             |             |  |  |               |                                         |                                         |                           |               |   |    |                               |                               |                  |                  |                  |  |
|  |                                         |                                         |                                         |             |             |  |  | 6             | Jaroslav Levinský David Škoch           | Jaroslav Levinský David Škoch           | 7                         | 6             |   |    |                               |                               |                  |                  |                  |  |
|  |                                         | Chris Haggard Lee Hyung-Taik            | Chris Haggard Lee Hyung-Taik            | 2           | 3           |  |  |               | Alex Bogdanović Marat Safin             | Alex Bogdanović Marat Safin             | 5                         | 4             |   |    |                               |                               |                  |                  |                  |  |
|  | WC                                      | Alex Bogdanović Marat Safin             | Alex Bogdanović Marat Safin             | 6           | 6           |  |  |               |                                         |                                         |                           |               |   |    | Jaroslav Levinský David Škoch | Jaroslav Levinský David Škoch | 6                | 7                | 10               |  |
|  | James Auckland Robby Ginepri            | James Auckland Robby Ginepri            | James Auckland Robby Ginepri            | 2           | 3           |  |  |               |                                         | Jonas Björkman Maks Mirny               | Jonas Björkman Maks Mirny | 7             | 6 | 12 |                               |                               |                  |                  |                  |  |
|  | Juan Martín del Potro Fernando González | Juan Martín del Potro Fernando González | Juan Martín del Potro Fernando González | 6           | 6           |  |  |               | Juan Martín del Potro Fernando González | Juan Martín del Potro Fernando González | 3                         | 4             |   |    |                               |                               |                  |                  |                  |  |
|  |                                         |                                         |                                         |             |             |  |  | 2             | Jonas Björkman Maks Mirny               | Jonas Björkman Maks Mirny               | 6                         | 6             |   |    |                               |                               |                  |                  |                  |  |